# Ørland
Ørland (en noruego bokmål/nynorsk y oficialmente Ørland Kommune) es una localidad y un municipio de la provincia de Trøndelag, Noruega. Forma parte de la región de Fosen. El centro administrativo o cabecera del municipio es la localidad de Brekstad, declarada ciudad en 2005. Entre otras localidades de Ørland se encuentran Uthaug, Opphaug y Ottersbo.
Ørland se ubica al suroeste de la península de Fosen, entre los fiordos de Trondheim y Stjørn.

## Historia
El municipio de Ørland se creó el 1 de enero de 1838. En 1853, el distrito norte de Bjugn se separó para convertirse en un municipio autónomo. Esto dejó a Ørland con una población de 3361 habitantes. El 1 de enero de 1896, el distrito sureño de Værnes se separó de Ørland para convertirse en el municipio de Agdenes.
Diversas excavaciones arqueológicas han demostrado que Ørland era un punto estratégico ya desde la Edad del Hierro. Una de las casas que se hallaron podría haber tenido una función específica en el pasado, como, por ejemplo, una corte o una asamblea. Otra excavación llevada a cabo en 2015, con motivo de la ampliación del aeropuerto, también encontró construcciones antiguas y desechos fosilizados que arrojan luz sobre cómo vivían los lugareños hace más de un milenio.
Un fuerte que data del período migratorio (c. 500 d. C.) también demuestra que había algo para proteger la zona. El fuerte se encuentra en Borgklinten, al este de Ottersbo y Austrått. Debido a la ubicación geográfica de Ørland en la entrada del fiordo de Trondheim, debió haber sido un punto estratégico para el ejercicio del poder y el control del comercio.
El palacete de Austrått es el edificio histórico más importante del municipio. Austrått ha tenido trascendencia desde, por lo menos, el año 1000 d. C. y  se ha vinculado a muchos personajes históricos. Cuando tuvo lugar la batalla de Stiklestad, Finn Arnesson se encontraba en Austrått. Su esposa Bergljot era sobrina de San Olaf y de Harold Hardrule. La hija de Finn, Ingebjørg, contrajo matrimonio con el conde de las islas Orkney.
La señora Inger de Austrått (1473-1555) fue en su época una de las mujeres más importantes de Noruega. A través de la herencia, el uso de la fuerza y otros métodos, Inger incrementó su poder y consiguió hacerse con el dominio de grandes áreas. Tras la muerte de su marido, Niels Henrikssøn, tuvo una considerable influencia económica y política. El retrato de Henrik Ibsen en una de sus más célebres obras de una mujer idealista, defensora de la libertad y luchadora, es probablemente inexacto. Se cree que Inger y su marido comenzaron lo que más tarde acabaría Ove Bjelke: el palacete de Austrått.  Ove Bjelke (1611–1674) construyó el palacete de Austrått en la forma con la que se lo conoce actualmente. Es un palacete con un sentido de simetría y símbolos de poder inspirado por la estancia del constructor en Italia cuando era un estudiante. Este complejo, que se edificó sobre las inmediaciones de una iglesia en la Edad Media, se completó probablemente en 1656. El palacete sufrió un incendio en 1916, pero se restauró más tarde -- un proceso que acabaría en 1961.

## Etimología
La forma original del nombre en nórdico antiguo era Yrjar, una forma plural derivada de aurr, que significa «grava». La última parte, land, se agregó en el siglo XVI (con la ortografía «Ørieland» en 1590).

## Escudo
El escudo de armas data de los años 1970. Fue aprobado el 9 de febrero de 1979. Las armas son una réplica de las que llevaba Inger de Austraat, una noble terrateniente del siglo XVI, propietaria del palacete de Austrått. Inger es considerada uno de los personajes más influyentes y ricos de su época, y jugó un papel importante en la historia de la región. El célebre dramaturgo noruego Henrik Ibsen la retrata en la obra teatral del mismo nombre.

## Iglesias
La Iglesia de Noruega tiene una parroquia (sokn) en el municipio de Ørland. Forma parte de Fosne y de la diócesis de Nidaros.
| Parroquia (Sokn) | Nombre          | Año  | Ubicación de la iglesia |
| ---------------- | --------------- | ---- | ----------------------- |
| Ørland           | Ørland kirke    | 1342 | Brekstad                |
| Ørland           | Storfosna kirke | 1915 | Storfosna               |

## Geografía

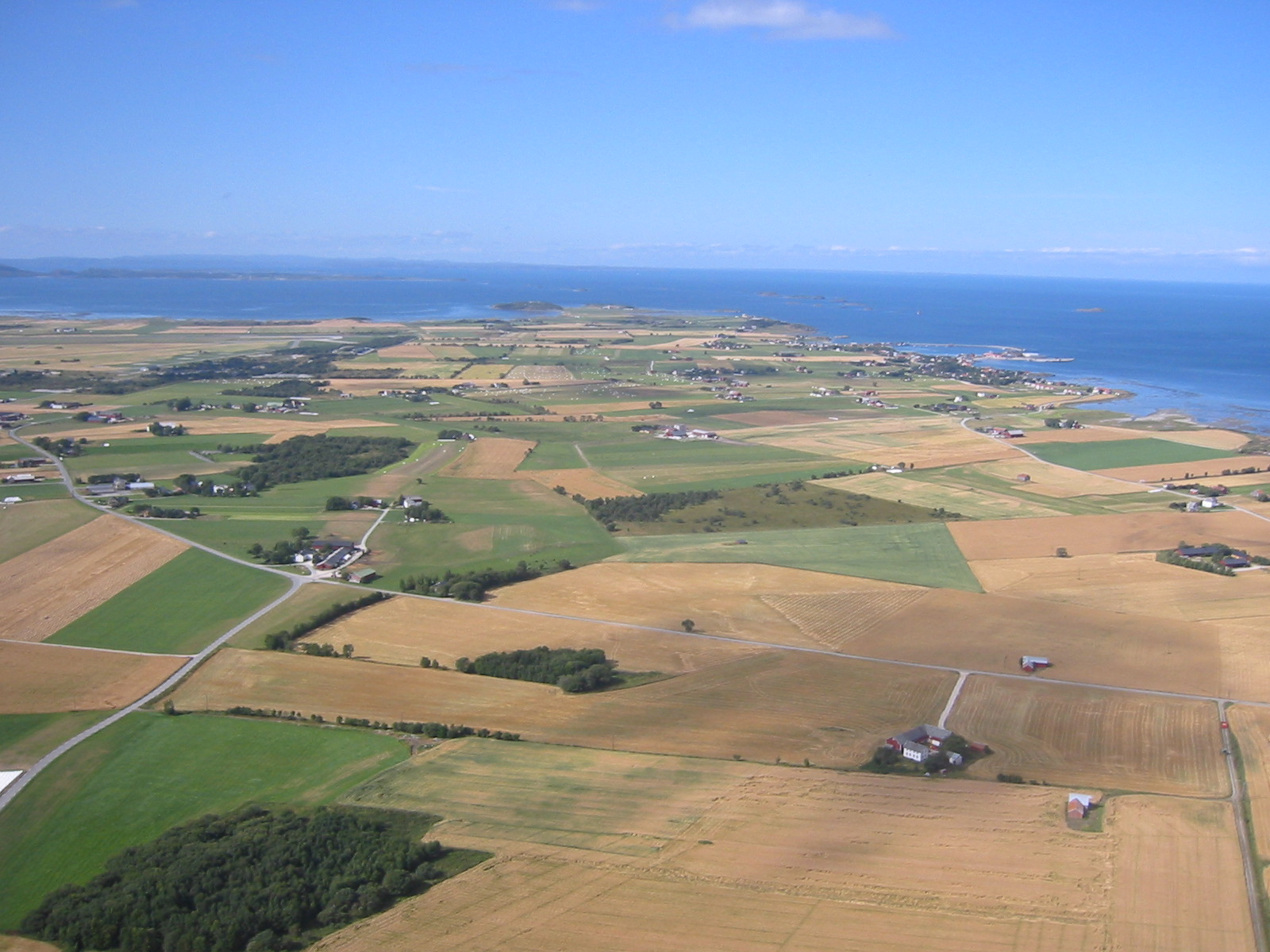
Ørland es una llanura costera

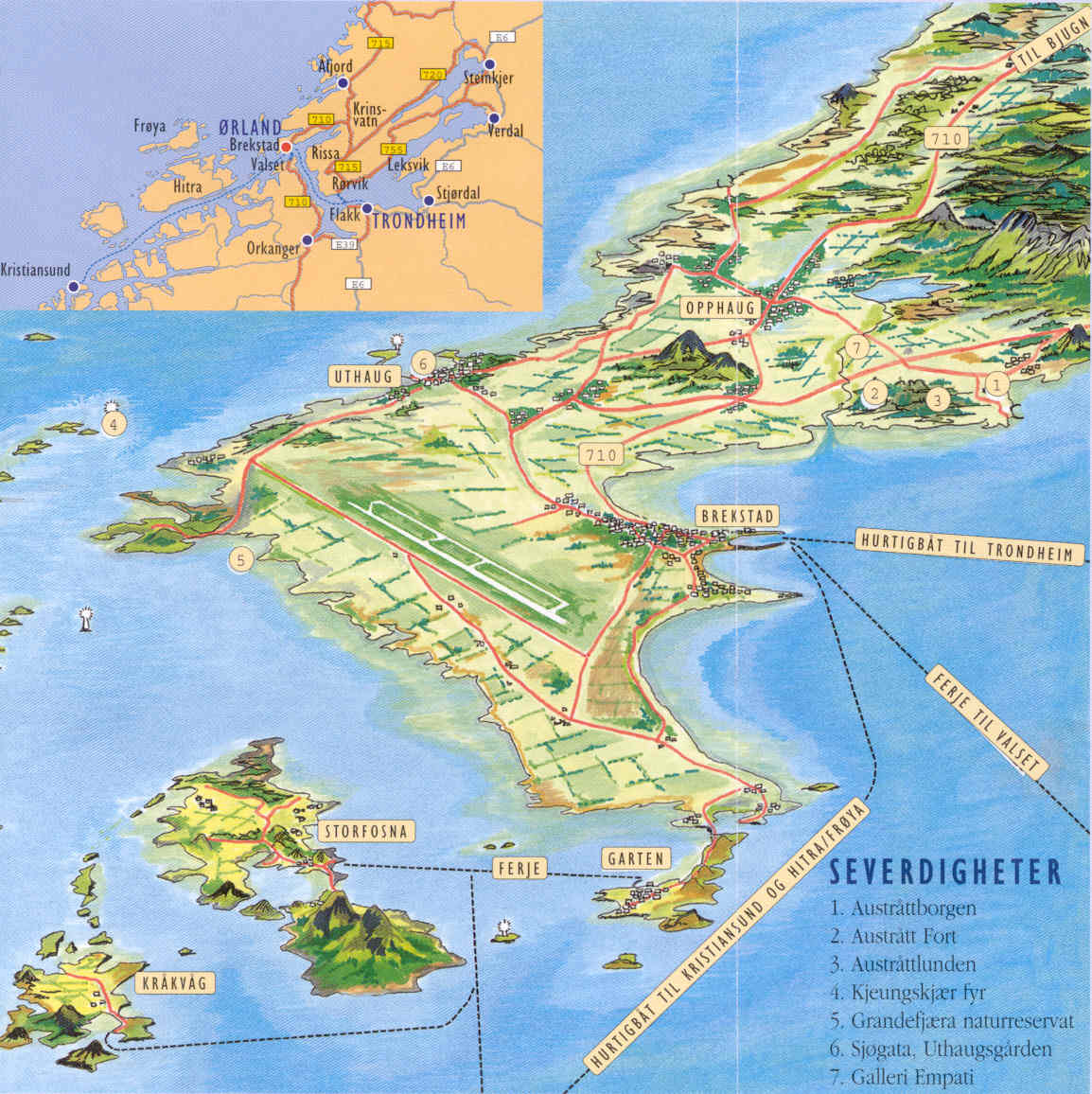
Mapa de Ørland.

Ørland es en mayor parte una llanura costera, y bastante ventosa, dado que limita con el Mar de Noruega al oeste, y con el fiordo de Trondheim y la boca del fiordo de Stjørn hacia el este. La topografía de Ørland es diferente a la de otras muchas regiones de Noruega. Solo el 2% del municipio excede los 160 metros sobre el nivel del mar. Ørland contiene grandes espacios abiertos, aprovechados sobre todo por la base principal de la fuerza área noruega, la agricultura, las zonas de conservación natural y los barrios residenciales. El municipio también incluye tres islas habitadas (Garten, Kråkvåg y Storfosna), así como varios islotes. El faro de Kjeungskjær se encuentra al norte del fiordo de Bjugnf en el extremo noreste del municipio.
El pico más alto, Osplikammen, a 285 metros sobre el nivel del mar, se ubica en Rusaset, que forma un área montañosa en la zona este del municipio. Fosenheia, un pico al sur de Storfosna, también es altamente visible desde el paisaje. 
El convenio de los humedales, más conocido como el convenio de Ramsar, es un tratado intergubernamental que proporciona el marco legal para la acción nacional y la cooperación internacional en temas de conservación y en pro de un uso responsable de los humedales y sus recursos. Ørland cuenta con cuatro zonas Ramsar: Grandefjæra, y las zonas de protección de la vida silvestre de Hovsfjæra, Innstrandfjæra y Kråkvågsvaet, cada una de las cuales es importante por las aves de mar, las aves zancudas y las aves migratorias. La zona alrededor de Rusasetvatnet es importante para la vida de las aves. El paisaje natural de Austråttlunden también tiene estatus de protección.

### Clima
Ørland tiene un clima templado, a menudo algo ventoso. La temperatura media anual es de 5,8 °C (1961-90, años recientes han sido generalmente más calurosos) y una media de precipitaciones de 1.048 mm. La dirección del viento que prevalece es la del suroeste, con viento a menudo acompañado de precipitaciones. La nieve no suele permanecer más de 3-4 días en la ciudad de Brekstad y otras zonas del municipio. Sin embargo, en la zona oeste del municipio la nieve permanece durante más tiempo, haciendo posible el esquí y otras actividades invernales en la cabaña de esquí de Yrjar.
| Climograma de Ørland | Climograma de Ørland | Climograma de Ørland | Climograma de Ørland | Climograma de Ørland | Climograma de Ørland | Climograma de Ørland | Climograma de Ørland | Climograma de Ørland | Climograma de Ørland | Climograma de Ørland | Climograma de Ørland |
| --- | -------------------- | -------------------- | -------------------- | -------------------- | -------------------- | -------------------- | -------------------- | -------------------- | -------------------- | -------------------- | -------------------- |
| E | F                    | M                    | A                    | M                    | J                    | J                    | A                    | S                    | O                    | N                    | D                    |
| 87 2 -3 | 70 2 -3              | 68 4 -1              | 60 7 1               | 50 13 5              | 66 15 8              | 85 16 10             | 86 16 10             | 133 13 8             | 131 9 5              | 99 5 1               | 113 3 -2             |
| temperaturas en °C • totales de precipitación en mm fuente: met.no/klimastatistikk/eklima |                      |                      |                      |                      |                      |                      |                      |                      |                      |                      |                      |
| Conversión sistema imperial\| E \| F \| M \| A \| M \| J \| J \| A \| S \| O \| N \| D \| \| 3.4 35 27 \| 2.8 35 28 \| 2.7 39 30 \| 2.4 45 34 \| 2 55 41 \| 2.6 59 47 \| 3.3 61 50 \| 3.4 61 50 \| 5.2 55 46 \| 5.2 48 41 \| 3.9 40 33 \| 4.4 37 29 \| \| temperaturas en °F • totales de precipitación en pulgadas \| \| \| \| \| \| \| \| \| \| \| \| |                      |                      |                      |                      |                      |                      |                      |                      |                      |                      |                      |
| E | F                    | M                    | A                    | M                    | J                    | J                    | A                    | S                    | O                    | N                    | D                    |
| 3.4 35 27 | 2.8 35 28            | 2.7 39 30            | 2.4 45 34            | 2 55 41              | 2.6 59 47            | 3.3 61 50            | 3.4 61 50            | 5.2 55 46            | 5.2 48 41            | 3.9 40 33            | 4.4 37 29            |
| temperaturas en °F • totales de precipitación en pulgadas |                      |                      |                      |                      |                      |                      |                      |                      |                      |                      |                      |

## Economía

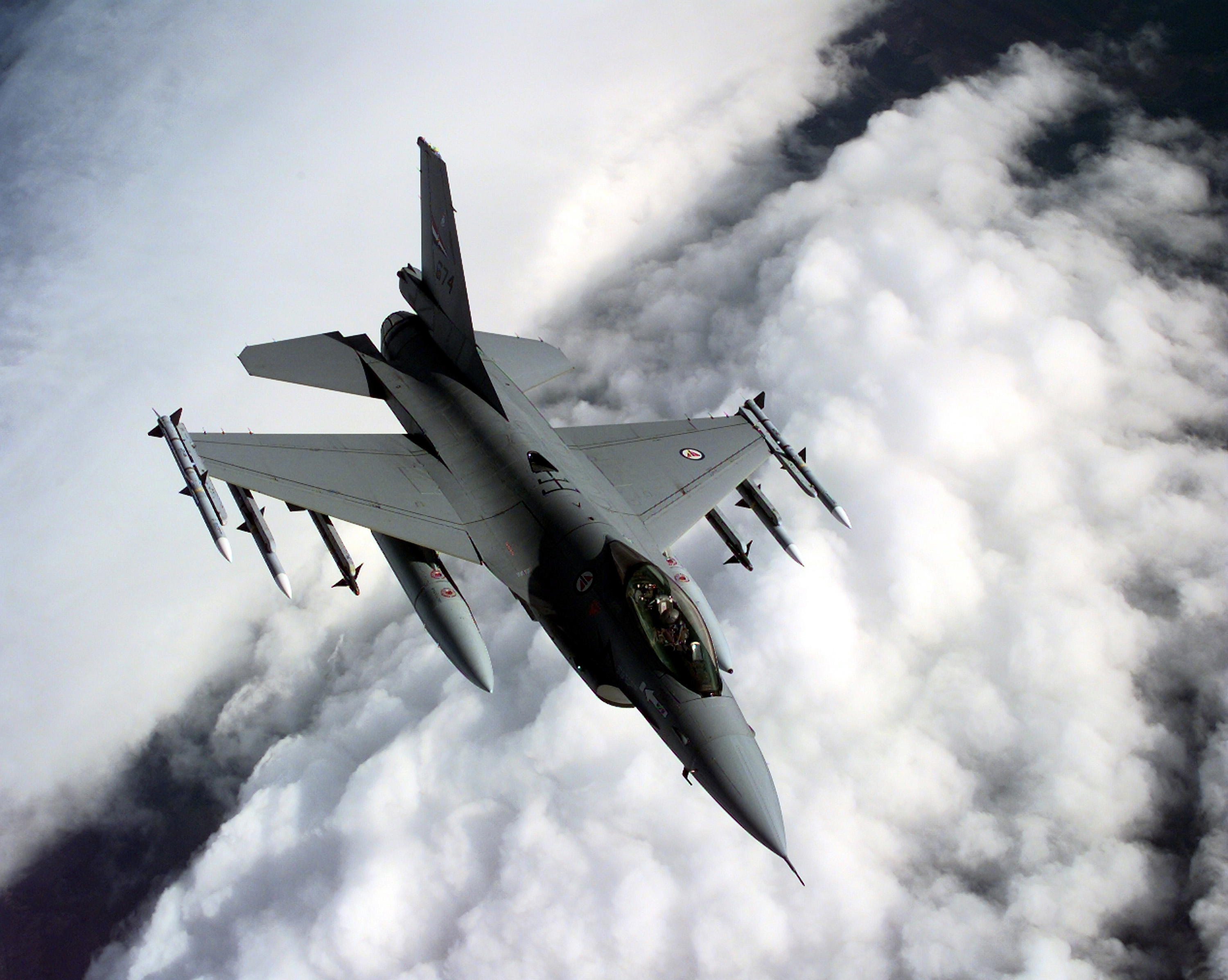
Noruego F16A sobre los Balcanes.

Los principales motores de la economía son la Base Aérea de Ørland, parte de la Real Fuerza Aérea Noruega; la agricultura; la industria, los servicios públicos, y el comercio.
La principal fuerza de trabajo de la península de Fosen es la base aérea militar ubicada en el municipio de Ørland. En 2013, cerca de 650 empleados y 254 soldados reclutados trabajaban en la base. Con la ampliación de la base se estima que esta tendrá 1.070 empleados y 565 soldados en 2020. La Base Aérea de Ørland (en noruego: Ørland hovedflystasjon) es en la actualidad una de las dos principales bases aéreas de Noruega. El parlamento noruego decidió, en 2012, concentrar la mayor parte de sus aviones de combate en una sola base: Ørland. La misma se encuentra en proceso de ampliación para poder operar el nuevo avión de combate de Noruega – el F-35. Se adquirirán unos 52 aviones de Lockheed Martin, la mayoría de los cuales se concentrarán en el municipio. Desde Ørland también se ejecutan los helicópteros de rastreo y rescate Westland Sea King. La base también sirve como punto de vigilancia del E-3/AWACS de la OTAN. El F-16 Noruego de Reacción Inmediata también tiene su base operativa en Ørland junto al punto de asistencia y administración.
Mascot Høie, establecida en 1986, es la industria más grande del municipio. La empresa produce edredones, almohadas, nórdicos y sábanas. La sede está situada en Brekstad, Ørland, y cuenta con alrededor de 100 empleados.
Grøntvedt Pelagic, fundado en 1988, da trabajo 100 personas y procesa arenques, caballas y otras especies marinas en sus fábricas de Uthaug y Kråkvåg. La empresa es el principal productor mundial de arenque adobado.
En 2010 la agricultura daba trabajo a un 8% de la población de Ørland y es un sector importante para la economía del municipio. Los productos más importantes fueron la leche, el grano y la carne. La fábrica de lácteos de Ørland cerró en 2011. El Banco de Ahorro de Ørland fue fundado en 1849, solo 26 años más tarde que el primero de su tipo en Noruega (Kristiania). El banco es independiente pero forma parte del Eika-Gruppen.
Ørland es un centro regional para el comercio y el sector servicios. En la ciudad de Brekstad los compradores cuentan con diversas opciones, desde tiendas de ropa, puestos de frutas y verduras, cafeterías, carpinterías, orfebres, floristerías y tiendas de deporte, hasta bancos, mueblerías, oficinas, despachos de abogados, panaderías y concesionarios.

## Transporte y comunicaciones

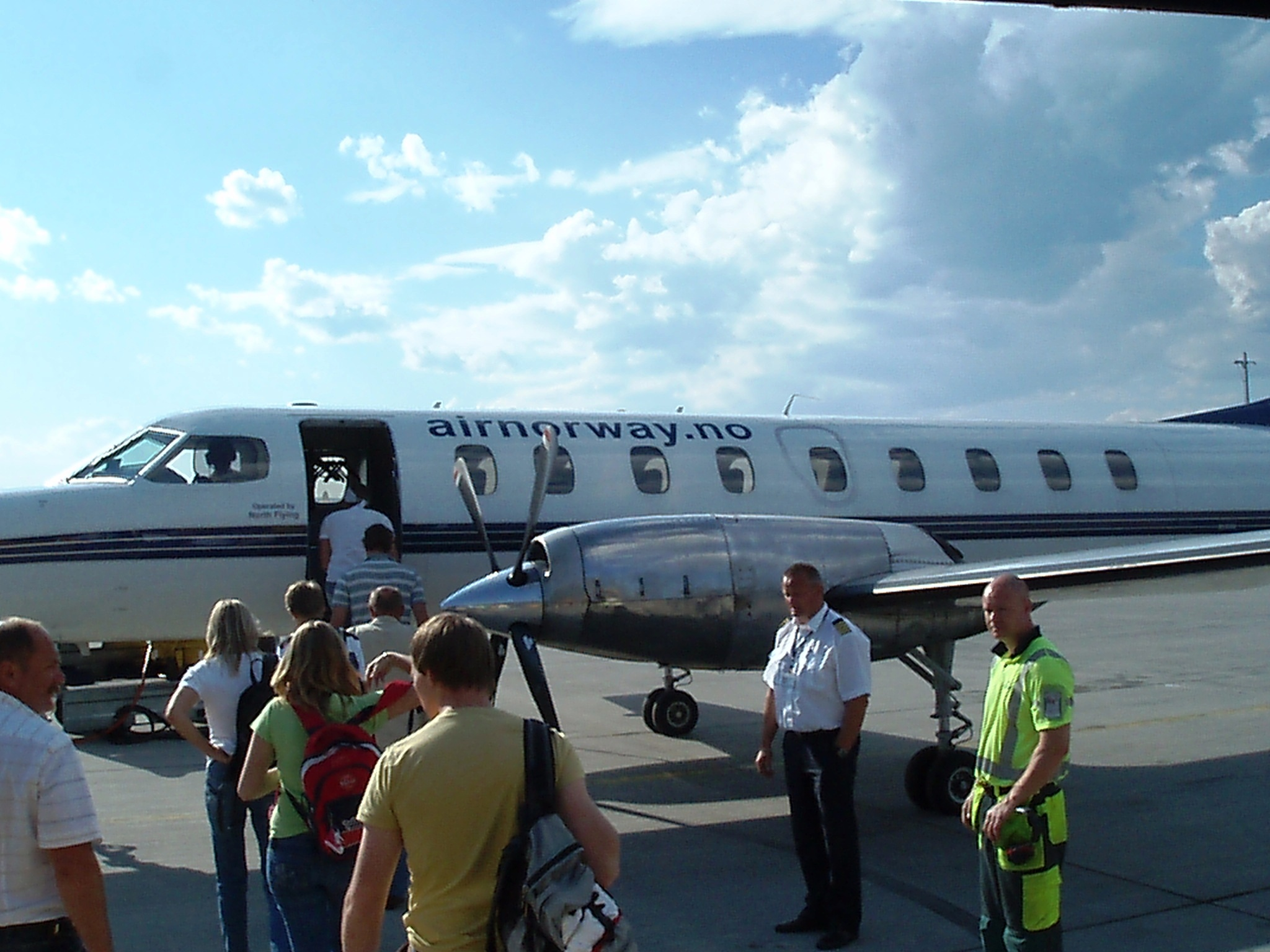
Air Norway.

Los transbordadores entre Brekstad y Trondheim conectan ambas ciudades ocho veces diarias durante los días entre semana (con horario reducido los fines de semana). Esto favorece el desplazamiento por trabajo y estudios desde y hasta Trondheim cada día. Varios empleados de la fuerza aérea viven fuera de Ørland. Hay una media de 900 pasajeros diarios – 400 de los cuales viajan desde o hasta Hitra/Frøya y Kristiansund.
El servicio de ferri para automóviles conecta Brekstad con Valset en el municipio de Agdenes. Esta conexión forma parte de la autopista (“riksvei”) 710 de Orkanger a Krinsvatn. Los días entre semana el ferri sale cada 30 minutos en la hora punto, y cada una hora durante el resto de la jornada.
Air Norway es una aerolínea que pertenece al municipio de Ørland, Nordic Air AS y North Flying AS. La compañía opera vuelos entre Ørland y el aeropuerto internacional de Oslo y también con Aalborg, Dinamarca.

En 1923 se creó un puente para conectar la isla de Garten con la península. El puente entre las dos islas de Storfosna y Kråkvåg se inauguró en 2003. Un ferri conecta Garten con Storfosna. El ferri también conecta Garten y Storfosna con Leksa y Værnes en el municipio de Agdenes a lo largo del fiordo de Trondheim.
Las comunicaciones electrónicas son óptimas, con conexión a través de fibra óptica para la mayoría de los habitantes de Brekstad y los pueblos de Uthaug y Opphaug, mientras que el sistema ADSL/VDSL se encuentra disponible en el resto del municipio. El servicio de telefonía móvil G4 también se encuentra extendido en buena parte de Ørland.

## Educación y sanidad

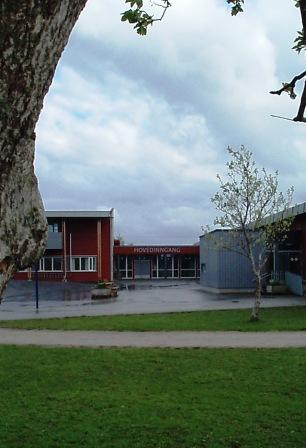
Escuela primaria Hårberg skole.

El municipio cuenta con dos escuelas primarias de reciente implantación: Opphaug skole, que cubre las localidades de Opphaug, Ottersbo y Uthaug, y Hårberg skole, que comprende la ciudad de Brekstad así como las localidades de Beian, Garten, Grande, Kråkvåg, Rønne y Storfosna. Se prevé que una nueva escuela primaria en Brekstad esté disponible para comienzos del año 2017. Los niños en fase de educación media asisten a una escuela renovada en 2009: Ørland ungdomsskole, en Brekstad. La mayoría de los estudiantes de secundaria asisten a Fosen videregående skole. Los niños en edad preescolar, en tanto, asisten a las guarderías de Futura y Borgen.
Los servicios sanitarios del municipio se concentran en el Centro Médico de Ørland (Ørland Medisinske Senter)/ Fosen Helse IKS/Fosen DMS. El centro ha evolucionado de ser una clínica de salud y un centro maternal, fundado y gestionado por la Asociación Noruega de Salud Pública para Mujeres (N.K.S), a un centro sanitario que ofrece varios servicios. El municipio cuenta con uno de los centros sanitarios descentralizados más importantes de Noruega: sala de urgencias, centro de prevención de enfermedades, coordinadores de cáncer, servicios de salud mental, psicología, servicios de rayos X, dermatología, fototerapia, endocrinología (patologías estomacales e intestinales), otorrinolaringología (oído, nariz y garganta), ginecología, cirugía y ortopedia.  Asimismo, el centro brinda servicios como rehabilitación especial, ambulancia, maternidad y oftalmología.

## Puntos de interés
Los mayores puntos de interés son las áreas de protección de aves del convenio de Ramsar, la costa y el palacete de Austrått, construido en 1656. Otro punto destacado lo constituyen el roble albar o de invierno, el más septentrional del mundo, conocido como Austråtteika, y una serie de fortificaciones que datan de la Segunda Guerra Mundial.

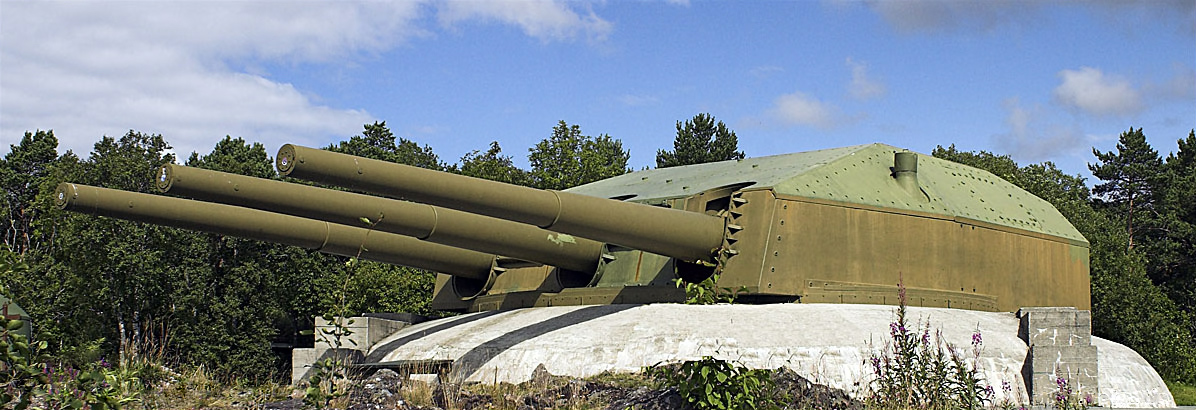
Fuerte de Austrått.
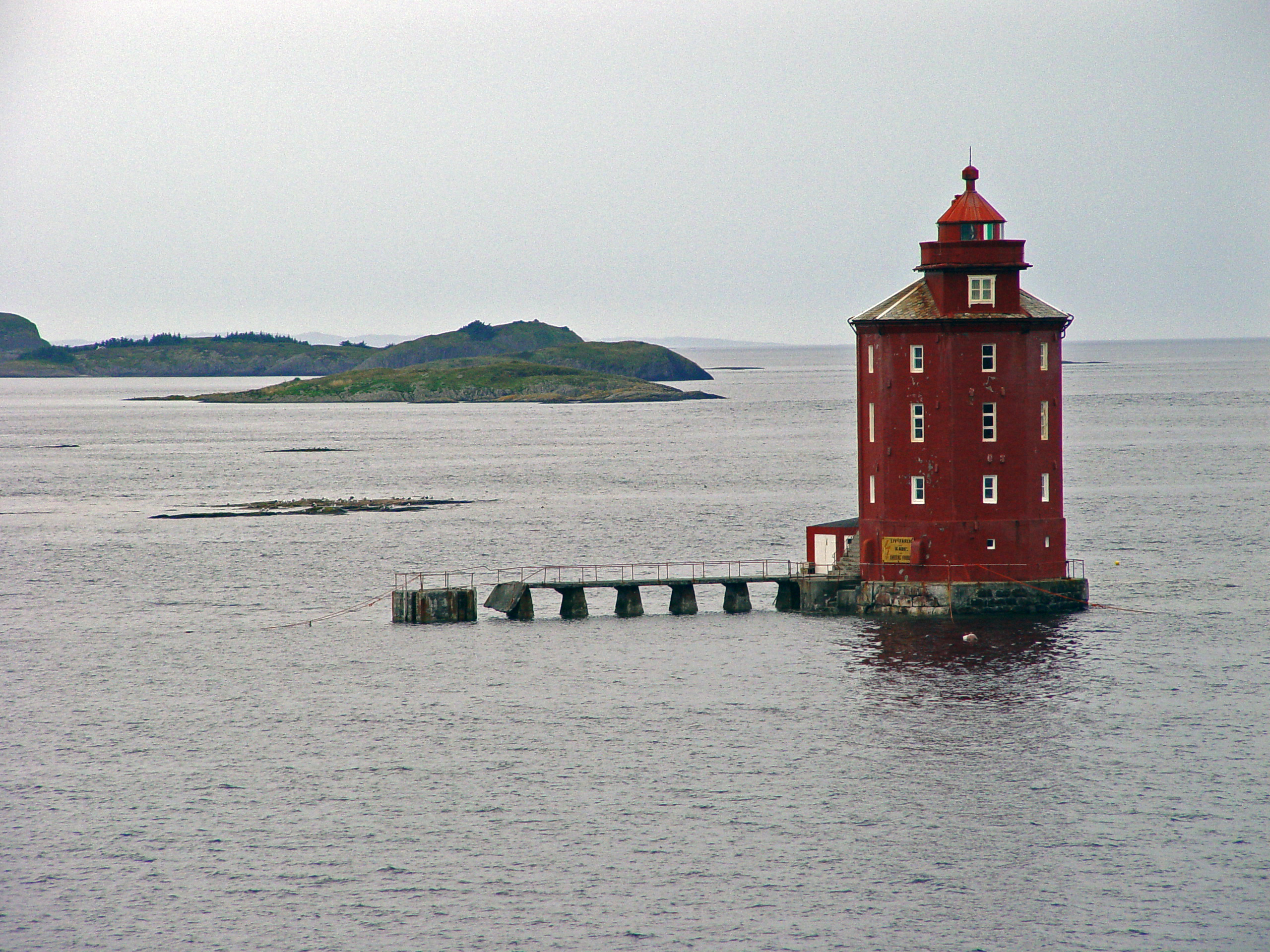
Faro de Kjeungskjær.
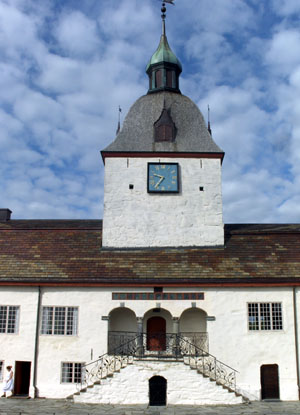
Parte del palacete de Austrått (Austråttborgen).
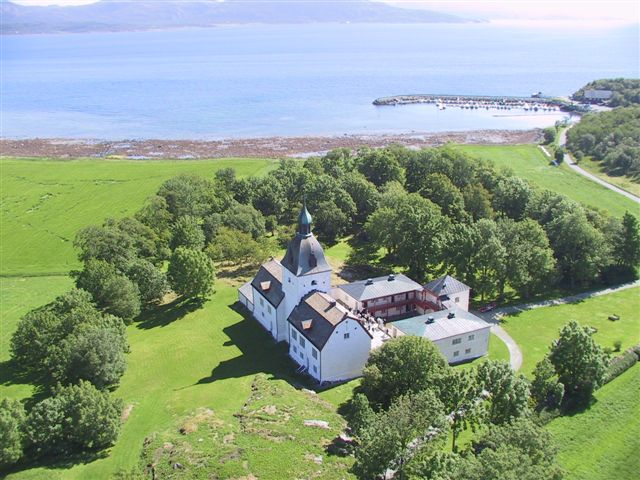
Palacete de Austrått y fiordo de Trondheim.

## Hermanamientos
- Koceljeva, Serbia[24]
- Samobor, Croacia[24]